# Thomas Andres
Thomas Andres (* 10. Oktober 1964 in Brannenburg) ist ein ehemaliger deutscher Basketballspieler. Der 1,90 Meter große Aufbauspieler lief in der Basketball-Bundesliga für Osnabrück und Gießen auf. Insgesamt erzielte er während seiner Laufbahn 4091 Punkte in der Bundesliga.

## Laufbahn
Der Bruder von Armin Andres spielte bei der DJK Rosenheim in der Jugend sowie für die Herrenmannschaft in der 2. Basketball-Bundesliga, beim FC Bayern München, ab 1986 beim Bundesligisten BC Giants Osnabrück, beim SSV Ulm, mit dem er 1988 in die Basketball-Bundesliga aufstieg, und in Gießen. Die prägende Station seiner Laufbahn war die letzte: 1990 wechselte Andres von Ulm zum MTV 1846 Gießen und sollte beim Bundesliga-Traditionsverein – teils an der Seite seines Bruders Armin – bis 1998 spielen. Ende April 1998 wurde Thomas Andres in Gießen mit einem Abschiedsspiel geehrt. Er hatte insgesamt 259 Einsätze für die Mittelhessen bestritten.
Neben seiner Basketball-Karriere absolvierte Andres in Gießen ein Studium der Betriebswirtschaftslehre. Auf dem Basketball-Feld zeichnete sich Andres als guter Distanzwerfer, als Führungsfigur (er wurde in Gießen Mannschaftskapitän) sowie als Spieler mit großem Einsatz und Kampfgeist aus. Für Gießen bestritt Andres auch Einsätze im europäischen Vereinswettbewerb Korac-Cup.
Nach dem Ende seiner Spielerlaufbahn leitete Andres in Krofdorf ein Sportgeschäft und lebte bis 2001 in Mittelhessen, ehe er nahe seinem Heimatort Brannenburg für ein Software-Unternehmen tätig wurde. Ehrenamtlich brachte er sich in die Arbeit der Bergrettung ein.
Dem Basketball blieb er als Trainer des VfB Gießen, als Alt-Herren-Spieler der DJK Rosenheim treu und betreute von 2002 bis 2006 als Trainer auch die DJK-Herrenmannschaft in der Regionalliga.